# Kościół św. Piotra w Monachium

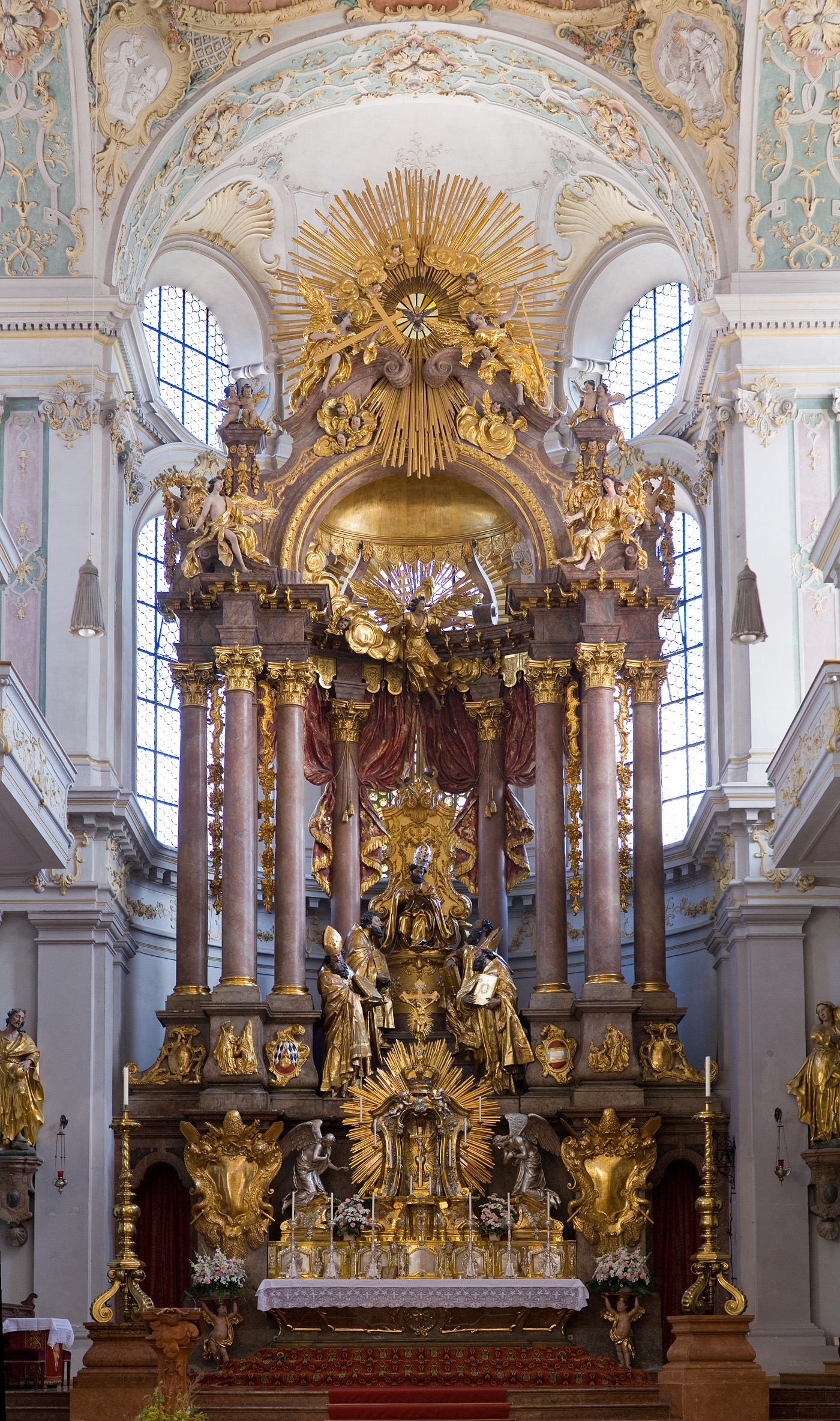
Kościół św. Piotra w Monachium – ołtarz główny

Kościół św. Piotra (niem. Peterskirche) – kościół katolicki w Monachium, w Niemczech; jest najstarszym kościołem parafialnym stolicy Bawarii. Jego wysoka wieża, nazwana przez monachijczyków „Starym Piotrem” (niem. der Alter Peter), jest charakterystyczną dominantą miasta.
W miejscu zwanym Petersbergl, przy skrzyżowaniu ważnych traktów handlowych, już w VIII w. pojawiła się wspólnota mnichów, przybyłych tu z opactwa w Tegernsee. Już pierwszy kościół który tu zbudowano, drewniany, został poświęcony pierwszemu apostołowi, św. Piotrowi. Około 1150 r. powstała tu pierwsza romańska świątynia murowana, o trzech nawach i dwóch wieżach. Prawdopodobnie w 1181 r. Otton I Bawarski kazał tę świątynię powiększyć, a tę w 1190 r. Otto II von Berg, biskup Freising, poświęcił.
Pierwsze pisemne wzmianki o świątyni pochodzą z lat 1225–1226. W II połowie XIII w. dobudowano czwartą nawę od północy, a następnie przebudowano kościół w stylu gotyckim. Konsekrowany ponownie w 1294 r., spłonął jednak w wielkim pożarze miasta 14 lutego 1327 r. Odbudowa trwała wiele lat, a konsekracja odbudowanego kościoła miała miejsce w 1368 r. W 1386 r. dwie zniszczone pożarem wieże boczne zastąpiła centralnie umieszczona między nimi dzwonnica. W 1495 r. zainstalowano nowy gotycki ołtarz główny, dzieło Erasmusa Gassera, do którego sześć malowideł wykonał pochodzący z Krakowa Jan Polak.
W XVII w. przebudowano wnętrza kościoła w stylu barokowym. Dzwonnicę zwieńczył strzelisty hełm z iglicą sięgającą wysokości 92 m. W latach 1730–1734 Ignaz Anton Gunetzrhainer zainstalował w kościele nowy ołtarz, którego autorami byli Nikolaus Gottfried Stuber, Johann Georg Greiff i Egid Quirin Asam. Pomiędzy 1753 a 1756 r. Johann Baptist Zimmermann wykonał nową, rokokową dekorację wnętrz, obejmującą m.in. dekoracje stiukowe oraz freski przedstawiające sceny z życia apostoła Piotra. Ignaz Günther wykonał w tym czasie m.in. ołtarz św. Sakramentu, posąg św. Karola Boromeusza oraz epitafia grobowe rodziny Wachenstein i hrabiego Josepha Ignaza von Unertl (1759).
W lutym 1945 r. kościół został prawie całkowicie zniszczony na skutek bombardowania. Odbudowa murów zakończyła się posadowieniem nowego krzyża na hełmie wieży 8 września 1951 r. 27 czerwca 1954 r. kardynał Joseph Wendel poświęcił odbudowany ołtarz główny, jednak całość prac przy rekonstrukcji wnętrz zakończono dopiero w 2000 r.
Z galeryjki na wieży kościoła, która jest udostępniona do zwiedzania, rozpościera się jedna z najładniejszych panoram Monachium.